# 苯磺酰氯
苯磺酰氯是一种有机硫化合物，分子式C6H5SO2Cl。外观为无色粘稠液体，溶于有机溶剂，易水解。与含有O-H或N-H基团的物质反应，利用此性质在有机合成上与醇或胺反应制备磺酸酯与磺酰胺。然而此类制备通常优先考虑使用对甲苯磺酰氯，因为后者在室温下为固体，更易操作。
苯磺酰氯可由苯磺酸的卤化反应制备，或苯磺酸盐与三氯氧磷反应。或苯与氯磺酸间的反应。
检验胺的兴斯堡测试用到了苯磺酰氯。